# Rothenfels

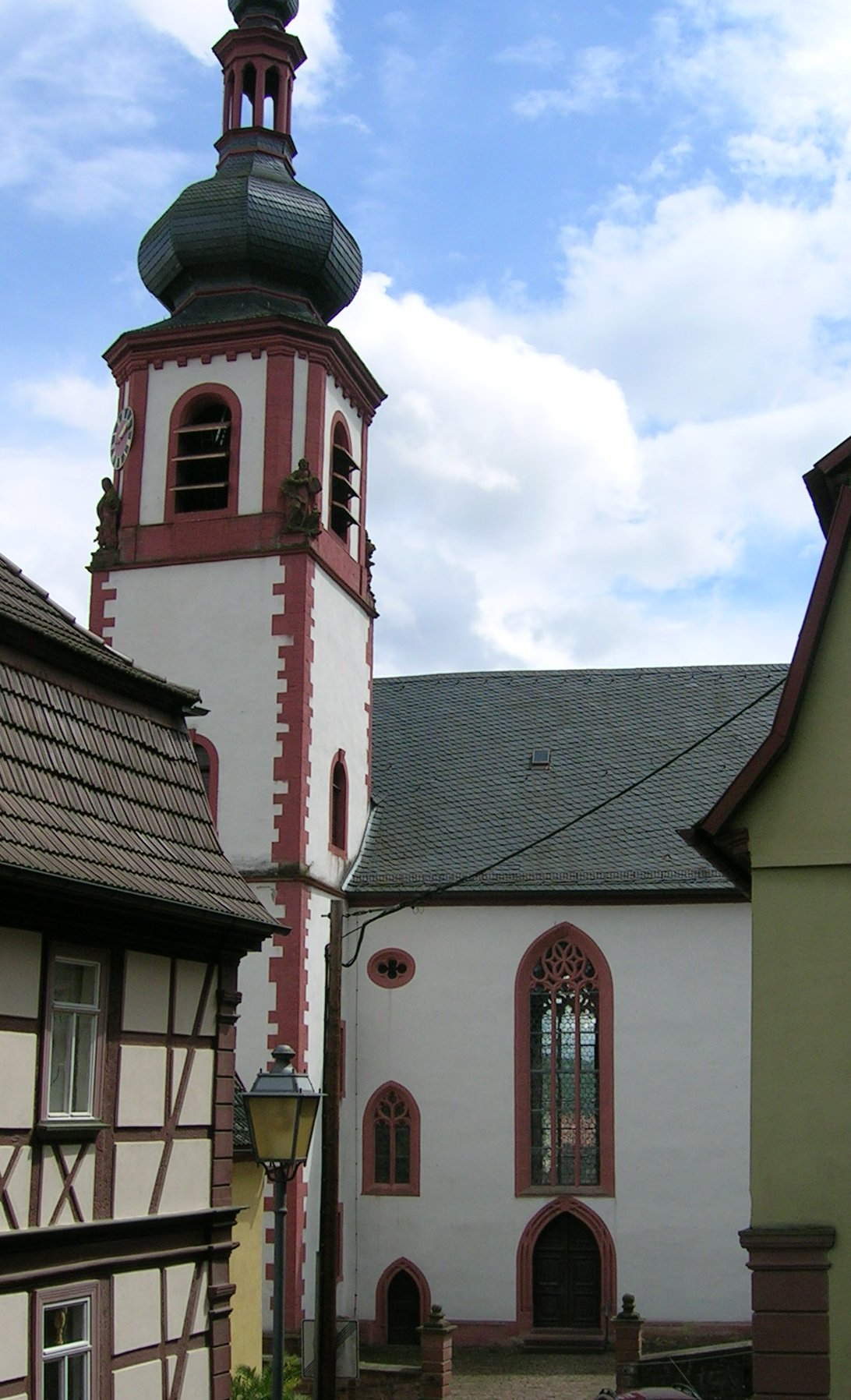
Rothenfels (biserică)

Rothenfels este un oraș din districtul Main-Spessart, regiunea administrativă Franconia Inferioară, landul Bavaria, Germania.
Orașul număra în 2010 885 de locuitori, fiind cel mai mic oraș din Bavaria după numărul de locuitori.